# Xerocrassa meda
Xerocrassa meda is een slakkensoort uit de familie van de Hygromiidae. De soort komt voor in Griekenland, Italië en Malta.
De wetenschappelijke naam Xerocrassa meda is voor het eerst geldig gepubliceerd in 1840 door Porro.